# Charles Swickard
Charles Swickard (21 de marzo de 1861 – 12 de mayo de 1929) fue director, actor y guionista de origen alemán, que desarrolló su carrera artística en los Estados Unidos en la época del cine mudo. 

## Biografía
Nacido en Prusia, emigró a los Estados Unidos, país en el que trabajó como director cinematográfico en el cine mudo. Hermano de otro actor, Josef Swickard, fue también intérprete teatral, participando a principios del siglo XX en varias producciones en el circuito de Broadway, en alguna además como dramaturgo.
Más adelante se hizo director cinematográfico, trabajando para Thomas H. Ince en la New York Motion Picture Company. Entre sus filmes figura una versión rodada en 1916 de la obra de Alexandre Dumas, The Three Musketeers, que interpretaron Louise Glaum y Dorothy Dalton.
A lo largo de su carrera en el cine, que duró unos seis años (desde su debut en 1914 como actor y guionista, a su última película en 1920), Charles Swickard trabajó en una cuarentena de películas como director, en diez como actor y en tres como guionista. Además, en 1916 fue productor del western Mixed Blood, dirigido por él y protagonizado por Claire McDowell.
Charles Swickard falleció en 1929 en Fresno, California, a causa de una apendicitis. Su hermano Josef estuvo casado con la actriz Margaret Campbell que, en 1939 fue brutalmente asesinada por su hijo.

## Teatro
- Taps, de Charles Swickard- también actor (Broadway, 17 de septiembre de 1904).
- La fierecilla domada (Broadway, 6 de febrero de 1905).
- Cousin Louisa (Broadway, 30 de abril de 1906).

## Filmografía completa

### Director
- The Still on Sunset Mountain (1915)
- Through the Murk (1915)
- In the Warden's Garden (1915)
- Molly of the Mountains (1915)
- The Renegade (1915)
- A Piece of Amber (1915)
- The Soul of Phyra (1915)
- Shorty Inherits a Harem (1915)
- The Brink (1915)
- The Forbidden Adventure (1915)
- The Beckoning Flame (1915)
- Aloha Oe, codirigida con Richard Stanton y Gilbert P. Hamilton
- The Three Musketeers (1916)
- The Raiders (1916)
- Hell's Hinges, codirigida con William S. Hart y Clifford Smith
- The Beggar of Cawnpore (1916)
- A Siren of the Jungle (1916)
- The Good-for-Nothing Brat (1916)
- The Captive God (1916)
- Fate's Decision (1916)
- Destiny's Boomerang (1916)
- The Sign of the Poppy (1916)
- Mixed Blood (1916)
- The Gates of Doom (1917)
- The Scarlet Crystal (1917)
- The Phantom's Secret (1917)
- The Plow Woman (1917)
- The Lair of the Wolf (1917)
- The Pullman Mystery (1917)
- The Taming of Lucy (1917)
- The Light of the Western Stars (1918)
- Hitting the High Spots (1918)
- The Spender (1919)
- Faith, codirigida con Rex Wilson (1919)
- Almost Married (1919)
- Body and Soul (1920)
- The Last Straw, codirigida con Denison Clift (1920)
- The Third Woman (1920)
- The Devil's Claim (1920)
- Li Ting Lang (1920)
- An Arabian Knight (1920)

### Actor
- The Colonel's Orderly, de Jay Hunt (1914).
- Shorty Escapes Marriage, de Richard Stanton (1914).
- The City, de Raymond B. West (1914).
- A Romance of the Sawdust Ring, de Raymond B. West (1914).
- The Robbery at Pine River, de Walter Edwards (1914).
- Stacked Cards, de Thomas H. Ince y Scott Sidney (1914).
- Shorty Falls Into a Title, de Raymond B. West (1914).
- The Bargain, de Reginald Barker (1914).
- Shorty's Secret, de Richard Stanton (1915).
- The Toast of Death, de Thomas H. Ince y Scott Sidney (1915).

### Guionista
- Harp of Tara, de Raymond B. West (1914).
- The Devil
- The Last Straw, de Denison Clift y Charles Swickard (1920).

### Productor
- Mixed Blood, de Charles Swickard (1916).